# Daemontools
daemontools ist eine Sammlung freier Software, mit der man Unix-Daemons verwaltet. Sie wurde von Daniel J. Bernstein als Verbesserung von Init-Diensten wie inittab, ttys, init.d oder rc.local geschrieben, so dass folgende Funktionen zur Verfügung stehen:
- Einfaches Installieren von Diensten
- Einfaches erstmaliges Starten von Diensten
- Zuverlässige Neustarts
- Einfache, zuverlässige Alarmierung
- Portabilität

daemontools ist Public-Domain-Software.